# Epepeotes spinosoides
Epepeotes spinosoides är en skalbaggsart som beskrevs av Stefan von Breuning 1980. Epepeotes spinosoides ingår i släktet Epepeotes och familjen långhorningar.
Artens utbredningsområde är Filippinerna. Inga underarter finns listade i Catalogue of Life.